# 성인자
성인자(1955년 1월 20일 ~ )는 대한민국의 배우이다.

## 연기 활동

### 드라마
- 1993년 MBC 《경찰청 사람들》
- 1995년 MBC 정치드라마 《제4공화국》
- 1997년 SBS 월화드라마 《여자》
- 1997년 SBS 일일연속극 《지평선 너머》
- 1998년 MBC 설날특집드라마 《사랑의 열쇠》
- 1998년 MBC 일일시트콤 《남자 셋 여자 셋》
- 1998년 MBC 코미디드라마 《여자 대 여자》
- 1998년 SBS 일일시트콤 《순풍 산부인과》
- 1998년 KBS2 주말연속극 《종이학》
- 1999년 SBS 아침드라마 《지금은 사랑할 때》
- 2001년 MBC 일일연속극 《결혼의 법칙》
- 2002년 MBC 주말연속극 《맹가네 전성시대》
- 2002년 KBS2 일일연속극 《결혼합시다》
- 2002년 SBS 대하드라마 《야인시대》
- 2003년 MBC 미니시리즈 《러브레터》 ... 가정부 역
- 2003년 MBC 미니시리즈 《옥탑방 고양이》 ... 정은네 집 주인 역
- 2003년 MBC 미니시리즈 《좋은사람》
- 2004년 SBS 드라마스페셜 《햇빛 쏟아지다》
- 2004년 KBS2 주말연속극 《애정의 조건》
- 2004년~2005년 MBC 일일연속극 《왕꽃 선녀님》 ... 부용화의 강의를 듣는 여자 역
- 2004년 SBS 주말특별기획드라마 《파리의 연인》
- 2004년 KBS1 TV소설 《그대는 별》
- 2005년 MBC 수목드라마 《내 이름은 김삼순》 ... 주방용품 가게주인 역
- 2007년 MBC 일일시트콤 《거침없이 하이킥!》
- 2008년 SBS 수목드라마 《온에어》 ... 서영은의 드라마가 재미없다는 여자 역
- 2008년 SBS 금요드라마 《신의 저울》 ... 민주하 변호사를 만나러 온 여자 역
- 2009년 KBS2 대하드라마 《천추태후》 ... 신혈사 인근 백성 아내 역
- 2009년 KBS2 주말드라마 《솔약국집 아들들》 ... 22번지에 사는 여자 역
- 2009년 KBS2 수목드라마 《파트너》 ... '선우회' 모임의 회원 역
- 2010년 SBS 드라마 스페셜 《검사 프린세스》 ... 아파트 입주자대표 역
- 2010년 SBS 드라마 스페셜 《대물》
- 2010년~2011년 SBS 월화드라마 《괜찮아, 아빠딸》 ... 아영의 어머니 역
- 2011년 SBS 주말특별기획 《신기생뎐》 ... 사란에게 결혼을 만류하는 여자 역
- 2011년 MBC 《반짝반짝 빛나는》 ... 늘푸른천사원의 원장 역
- 2011년 MBC 주말특별기획드라마 《내 마음이 들리니》 ... 모텔 주인 역
- 2011년 MBC 주말특별기획드라마 《애정만만세》
- 2011년 SBS 《보스를 지켜라》 ... 잡초 뜯는 여자 역
- 2012년 JTBC 월화드라마 《신드롬》 ... 윤복림 역
- 2012년 MBC 주말드라마 《신들의 만찬》 ... 선 노인의 친구 역
- 2012년 KBS1 일일연속극 《별도 달도 따줄게》 ... 진 여사 역
- 2012년 KBS2 단막극 《KBS 드라마 스페셜 - 걱정마세요 귀신입니다》 ... 고아원 원장 역
- 2012년 MBC 수목드라마 《아랑사또전》 ... 최 대감의 악행에 대해 얘기하러 온 여자 역
- 2012년~2013년 MBC 수목드라마 《보고싶다》 ... 식당 주인 역
- 2013년 MBC 주말특별기획 《백년의 유산》 ... 진상 손님 역
- 2013년 JTBC 월화드라마 《그녀의 신화》 ... 동대문시장 가방가게 상인 역
- 2013년~2014년 SBS 일일드라마 《잘 키운 딸 하나》 ... 황소간장 간부 역 (특별출연)
- 2014년 SBS 주말드라마 《기분 좋은 날》 ... 한빛보육원 원장 역 (특별출연)
- 2014년 MBC 주말드라마 《왔다! 장보리》 ... 쑥집 주인 역
- 2014년 SBS 드라마스페셜 《너희들은 포위됐다》 ... 고시원 새 주인 역
- 2014년 tvN 금요드라마 《꽃할배 수사대》 ... 학동마을 주민 역
- 2014년 MBC 수목드라마 《운명처럼 널 사랑해》 ... 김미영 어머니의 지인 역
- 2014년 MBC 주말특별기획 《전설의 마녀》 ... 심복녀의 교도소 동기 역
- 2014년~2015년 OCN 일요드라마 《닥터 프로스트》 ... 김상돈의 부인 역
- 2015년 KBS1 일일연속극 《당신만이 내사랑》 ... 영종도 호텔 직원 역 (특별출연)
- 2015년 MBC 주말특별기획 《여왕의 꽃》 ... 레나 정의 할머니 역 (특별출연)
- 2015년 OCN 토요드라마 《실종느와르 M》 ... 주원형의 어머니 역
- 2015년 KBS2 주말연속극 《파랑새의 집》
- 2015년 SBS 일일드라마 《돌아온 황금복》 ... 택시기사의 어머니 역 (특별출연)
- 2016년 SBS 주말드라마 《그래, 그런거야》
- 2017년 MBC 주말연속극 《당신은 너무합니다》 ... 시골 시장 옷가게 주인 역
- 2018년 MBC 주말특별기획 《데릴남편 오작두》
- 2018년 tvN 월화드라마 《시를 잊은 그대에게》
- 2018년 SBS 아침드라마 《나도 엄마야》 ... 경신의 어머니 역

### 영화
- 1998년 《비 온 뒤》
- 1999년 《위 캔 쉐어 어 토일릿》
- 2001년 《건달본색》 ... 연지 엄마 역
- 2002년 《아 유 레디?》 ... 강재 모 역
- 2007년 《복면달호》 ... 서연 모 역
- 2007년 《포도나무를 베어라》 ... 원장수녀 역
- 2008년 《방울토마토》 ... 가정부 역
- 2012년 《이웃사람》 ... 부동산 여주인 역
- 2015년 《약장수》 ... 반지 할머니 역
- 2017년 《채비》 ... 문방구주인 역
- 2018년 《돌아와요 부산항애》 ... 정신요양원 할머니 역
- 2018년 《머니백》 ... 민재 모 역
- 2019년 《영하의 바람》 ... 미진 할머니 역 (사진)

### 방송 프로그램
- 1993년 ~ 1999년 MBC 《경찰청 사람들》 ... 각종 단역
- 1994년 ~ 1999년 KBS 《긴급구조 119》 ... 각종 단역
- 2014년 ~ 2020 MBN 시사/교양 《기막힌 이야기 실제상황》 ... 각종 단역
- 2017년 KBS1 《아침마당》 7995회 (2017.11.20)